# B.Y.O.B.
B.Y.O.B. ist ein Song der US-amerikanischen Alternative-Metal-Band System of a Down. Die Single wurde am 16. Mai 2005 veröffentlicht.

## Abkürzung
Die Abkürzung des Titels steht für Bring Your Own Bombs. Fälschlich wird der Titel oft als Bring Your Own Booze gedeutet, die gängige Bedeutung der englischen Abkürzung (auf Deutsch etwa: Buddelparty).

## Text
Der Refrain beschreibt die Medien und die staatliche Propaganda, die alles wie eine fröhliche Feier darstellen. Die Strophe beinhaltet die eigentliche Nachricht des Liedes, die System of a Down an die Hörer bringen möchte.

## Musikvideo
Regisseur des Musikvideos war Jake Nava. Es zeigt eine Armee ferngelenkter Soldaten, die durch die Straßen marschiert, mit Masken, die auf Bildschirmen Aufschriften wie „DIE“, „TRUTH“, „OBEY“, „BUY“ und „GOD“ tragen. Dazwischen spielt die Band, später auch in einem Nachtclub. Als die Soldaten den Club stürmen, schreit Daron Malakian: „Blast off! It's party time! And we don't live in a fascist nation! Blast off! It's party time! And where the fuck are you?!“ Am Ende tragen auch die Bandmitglieder die Masken.

## Auszeichnungen
System of a Down gewannen für den Song den Grammy Award for Best Hard Rock Performance bei den Grammy Awards 2006. Außerdem wurde die Band für den Song bei den Kerrang-Awards 2005 für das beste Video und die beste Single nominiert.

## Kommerzieller Erfolg

### Chartplatzierungen
| ChartsChartplatzierungen       | Höchstplatzierung | Wochen |
| ------------------------------ | ----------------- | ------ |
| Vereinigte Staaten (Billboard) | 27 (20 Wo.)       | 20     |

### Auszeichnungen für Musikverkäufe
| Land/Region                  | Auszeichnungen für Musikverkäufe (Land/Region, Auszeichnung, Verkäufe) | Verkäufe  |
| ---------------------------- | ---------------------------------------------------------------------- | --------- |
| Deutschland (BVMI)           | Gold                                                                   | 150.000   |
| Italien (FIMI)               | Gold                                                                   | 25.000    |
| Neuseeland (RMNZ)            | Platin                                                                 | 30.000    |
| Spanien (Promusicae)         | Gold                                                                   | 30.000    |
| Vereinigte Staaten (RIAA)    | 3× Platin · + Platin (Mastertone)                                      | 4.000.000 |
| Vereinigtes Königreich (BPI) | Gold                                                                   | 400.000   |
| Insgesamt                    | 4× Gold · 6× Platin ·                                                  | 4.635.000 |